# Bathynerita
Bathynerita is een geslacht van weekdieren uit de klasse van de Gastropoda (slakken).

## Soort
- Bathynerita naticoidea A. H. Clarke, 1989